# Giải BFCA cho dàn diễn viên xuất sắc nhất
Giải BFCA cho toàn bộ vai diễn xuất sắc nhất là một trong các giải của BFCA dành cho toàn bộ vai diễn trong một phim, được bầu chọn là xuất sắc nhất. Giải này được lập từ năm 2001.

## Các phim đoạt giải & được đề cử
- 2001: Gosford Park
  - Ocean's Eleven
  - The Royal Tenenbaums
- 2002: Chicago
  - The Hours
  - My Big Fat Greek Wedding
- 2003: The Lord of the Rings: The Return of the King
  - A Mighty Wind
  - Love Actually
  - Mystic River
- 2004: Sideways
  - Closer
  - The Life Aquatic with Steve Zissou
  - Ocean's Twelve
- 2005: Crash
  - Good Night, and Good Luck.
  - Sin City
  - Syriana
- 2006: Little Miss Sunshine
  - Babel
  - Bobby
  - The Departed
  - Dreamgirls
  - A Prairie Home Companion
- 2007: Hairspray
  - Before the Devil Knows You're Dead
  - Gone Baby Gone
  - Juno
  - No Country for Old Men
  - Sweeney Todd: The Demon Barber of Fleet Street
- 2008: Milk
  - The Curious Case of Benjamin Button
  - The Dark Knight
  - Doubt
  - Rachel Getting Married